# Szabla husarska

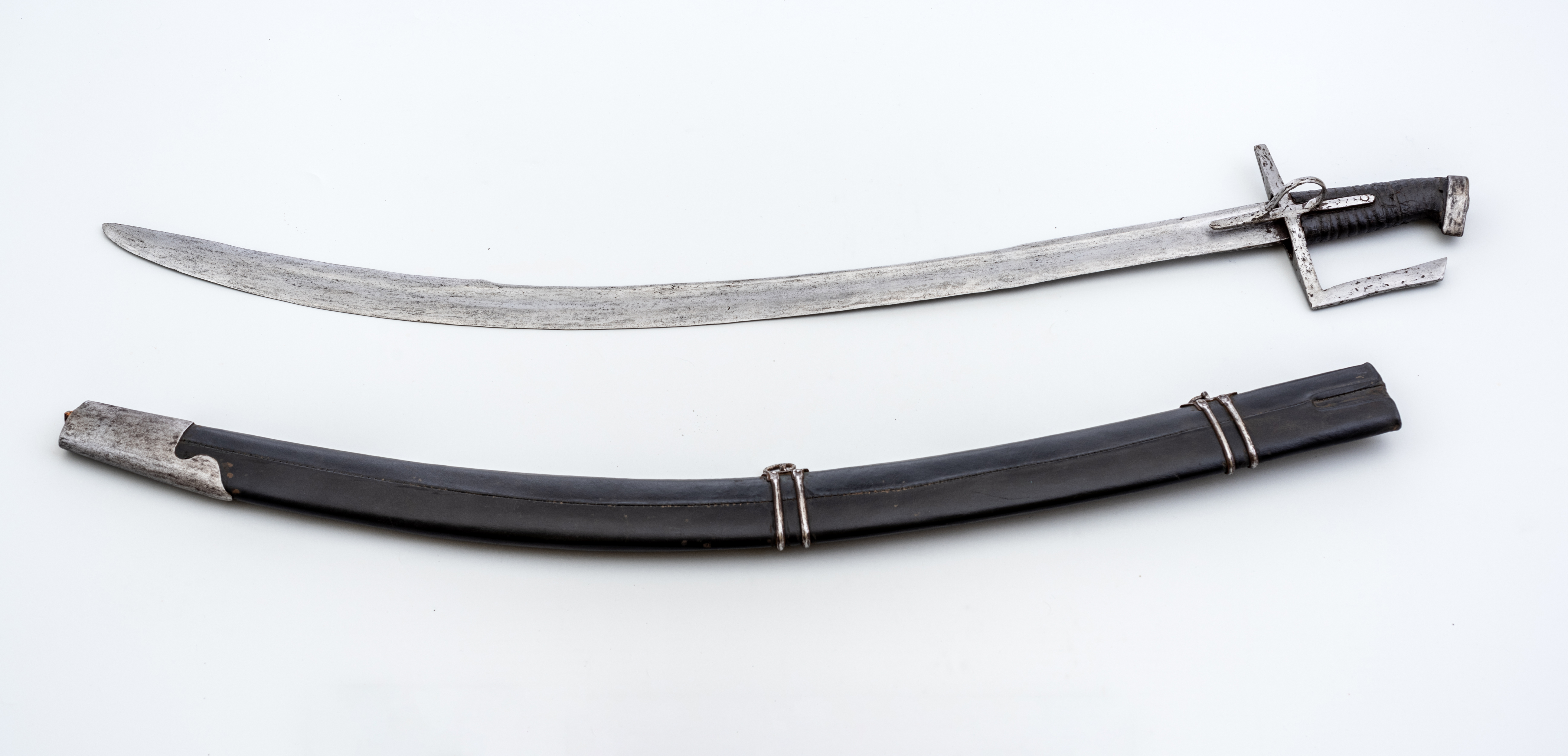
Szabla husarska, XVII wiek, Muzeum Ziem Wschodnich Dawnej Rzeczypospolitej

Szabla husarska, szabla czarna, pałasz krzywy (pałasz pochyły) – polska szabla bojowa o zamkniętej rękojeści, łącząca najlepsze cechy szabel zagranicznych (węgierskiej, zachodnioeuropejskiej i tureckiej). Skrystalizowaną formę osiągnęła w połowie XVII wieku na bazie szabli węgierskiej (tzw. typu II), którą sprowadził do Polski król Stefan Batory. Zeszła z pola walki w XVIII wieku wraz z końcem polskiego wojska narodowego autoramentu.

## Etymologia
Nazwa szabla husarska wywodzi się od elitarnej husarii, najskuteczniejszej formacji bojowej Rzeczypospolitej Obojga Narodów, wśród której żołnierzy była w powszechnym użyciu. Szabla czarna – określenie pochodzące od koloru skóry na rękojeści i pochwie. Pałasz krzywy, rzadziej pałasz pochyły (lub niepoprawnie pałasz husarski, będący innym typem broni) – nazwa powstała u schyłku XVII w. w wyniku stopniowego tracenia przez husarię jej bojowej funkcji, gdy już ani koncerz, ani pałasz nie były przez nią używane.

## Budowa i zastosowanie
Głownie posiadały krzywiznę kołową i jelec w formie zamkniętej (dochodzący do głowicy rękojeści) lub półzamkniętej. Specyficzny był paluch pasowany lub obrączkowy – pierścień zachodnioeuropejski dostosowany do oparcia kciuka, wzmacniający uchwyt i ułatwiający wykonanie cięć bezpośrednich, przy trafieniu działał jak dźwignia: umożliwiał szybkie odbicie broni, a przy minięciu celu pozwalał na szybkie wycofanie szabli do następnego ataku. Trzonek posiadała drewniany, zwężający się ku głowicy, prosty lub pochylony ku przodowi i przymocowany nitami oraz kapturek w formie wypukłego migdała, zwykle z fartuchem zakrywającym grzbiet trzonka. W II połowie XVIII wieku pojawił się poziomy obłęk lub/i tarczka jako dodatkowe zabezpieczenie dłoni.
Typowa głownia szabli husarskiej miała następujące parametry:
- wysokość trzonu rękojeści 90–100 mm,
- grubość trzonu 35–37 mm,
- długość głowicy 35–50 mm,
- długość jelca ok. 120 mm,
- kąt załamania kabłąka do jelca 105°,
- grubość kabłąka 10–12 mm,
- długość wąsów ok. 80 mm,
- szerokość palucha w momencie optymalnym ok. 25 mm,
- długość głowni 825–870 mm,
- szerokość płazu 27–31 mm,
- długość pióra 135–230 mm,
- środek ciężkości 200–250 mm,
- krzywizna głowni 70–80 mm[1][2][4][5][6].

Szablą można wykonywać cięcia bezpośrednie lub zamachowe z łokcia (w walce pieszej) i z ramienia (walcząc konno), a w obronie wszystkie zasłony statyczne. Można nią również wykonać wszystkie najważniejsze cięcia – zarówno te, do których nadają się najlepsze zachodnioeuropejskie szable, jak i te, które można wykonać tylko szablą wschodnią słusznie więc uznawana jest za najlepszą kawaleryjską szablę świata.

## Zdobienia
Szable bojowe nie były bogato zdobione, lecz szable husarskie noszone były również jako szable paradne (nie tracąc swoich cech bojowych), bogato zdobione złotem lub srebrem, jelec z kabłąkiem oraz głowicę często zdobiono niellowaną, trawioną bądź rytą dekoracją a paluchy, kapturki i rozety nitów ozdobnie kształtowano. Tego typu zdobione szable zwane były pałaszami srebrnymi lub złotymi. Niezależnie od ornamentyki często na głowniach umieszczano różnego rodzaju sentencje, od religijnych począwszy (Deus spes mea, Jezus, Maria, Józef, Gdy mnie jaka ściśnie trwoga ratuj mnie Matko Boga), przez patriotyczne (Konstetucia 3 maja Ruka 1791, Vivat Hussaria, Vivat Narodowa Kawaleria, Stanislao Augusto Patri Patriae Salutis Publicae Restaurator) po „dowcipne” (Strzesz sobie gęby boć wytnę w zęby, a.d.1710 Noli me tangere). Od charakterystycznych form zdobniczych wywodzą się z kolei typy szabel zwane: batorówka, zygmuntówka, janówka. Nazwy pochodzą od imion królów polskich: Stefana I Batorego, Zygmunta III Wazy i Jana III Sobieskiego i charakteryzowały się zdobieniami na klindze w postaci podobizny władcy, jego herbu i napisów (Stephanus Batoreus Rex Poloniae, Stephanus D.G. Rex Pol. D. Prus, Sigmundus III Rex Polonia, Ioan III Rex Pol., Dextra vicit ad Viennam 1683 Ann).